# La Chauve-souris et les Deux Belettes
Pour les articles homonymes, voir La Chauve-Souris.
La Chauve-souris et les Deux Belettes est la cinquième fable du livre II de Jean de La Fontaine situé dans le premier recueil des Fables de La Fontaine, édité pour la première fois en 1668.
Cette fable est à rapprocher de celle d’Ésope intitulée La Chauve-souris et les Belettes.
Dans la fable de La Fontaine, une chauve-souris passe la tête dans le terrier d'une belette. Cette dernière la prend pour une souris et veut la dévorer. La chauve-souris la détrompe en se présentant comme un oiseau et échappe ainsi au danger. Deux jours plus tard, la même scène se reproduit chez une autre belette, qui, elle, déteste les oiseaux. La chauve-souris déclare alors être une souris et s'en tire à nouveau sans dommage.

## Texte
Une chauve-souris donna tête baissée

Dans un nid de belette ; et, sitôt qu’elle y fut,

L’autre, envers la   souris de longtemps courroucée,

Pour la dévorer accourut.

Quoi ! vous osez, dit-elle, à mes yeux vous produire

Après que votre race a tâché de me nuire !

N’êtes-vous pas souris ? Parlez sans fiction.

Oui, vous l’êtes ; ou bien je ne suis pas belette.

Pardonnez-moi, dit la pauvrette,

Ce n’est pas ma profession.

Moi, souris, des méchants vous ont dit ces nouvelles.

Grâce à l’auteur de l’univers,

Je suis oiseau ; voyez mes ailes :

Vive la gent qui fend les airs !

Sa raison plut, et sembla bonne.

Elle fait si bien qu’on lui donne

Liberté de se retirer.

Deux jours après, notre étourdie

Aveuglément se va fourrer

Chez une autre belette aux oiseaux ennemie.

La voilà derechef en danger de sa vie.

La dame du logis avec son long museau

S’en allait la croquer en qualité d’oiseau,

Quand elle protesta qu’on lui faisait outrage :

Moi, pour telle passer ! Vous n’y regardez pas.

Qui fait l’oiseau ? c’est le plumage.

Je suis souris ; vive les rats !

Jupiter confonde les chats !

Par cette adroite repartie

Elle sauva deux fois sa vie.

Plusieurs se sont trouvés qui, d’écharpes changeants,

Aux dangers, ainsi qu’elle, ont souvent fait la figue.

Le sage dit, selon les gens :

Vive le roi ! vive la ligue !
— Jean de La Fontaine, Fables de La Fontaine, La Chauve-souris et les Deux Belettes, édition de 1874

## Mise en musique
Charles Lecocq (1885)